# Detlef Kirchhoff
Detlef Kirchhoff, född den 21 maj 1967 i Halberstadt i Östtyskland, är en östtysk och därefter tysk roddare.
Han tog OS-silver i åtta med styrman i samband med de olympiska roddtävlingarna 1996 i Atlanta.